# J Allard
J Allard, född 12 januari 1969 i Glens Falls, New York, USA  (tidigare James Allard) började jobba på Microsoft redan 1991 och är idag vice VD och utvecklingschef för Xbox Live och XNA. Var djupt involverad och utåt frontfigur för Microsofts första spelkonsol Xbox och uppföljaren Xbox 360. Allard jobbade även med Zune.